# Jean Guitton
Jean Guitton (Saint-Étienne, 18 agosto 1901 – Parigi, 21 marzo 1999) è stato un filosofo francese, esponente del pensiero cattolico, nominato, da papa Paolo VI, primo uditore laico al Concilio Vaticano II.

## Biografia
Nacque da una famiglia cattolica: il padre di corrente tradizionalista, la madre di corrente umanista, entrambi di estrazione borghese. Considerando che il nonno era di tendenze agnostiche, Guitton crebbe in un contesto culturale aperto alla diversità.
Studiò alla École normale supérieure di Parigi e si laureò in filosofia nel 1933. Fino al 1939 insegnò all'Università di Montpellier. Durante la Seconda guerra mondiale subì una lunga prigionia. Tornato libero insegnò all'università di Digione, e dal 1955 al 1968 fu professore di storia della filosofia e filosofia alla Sorbonne di Parigi.

Nel 1954 ricevette il Gran premio di letteratura dell'Accademia francese per l'insieme della sua opera letteraria. Parallelamente continuò a pubblicare libri filosofici e apologetici. Nel 1961 fu eletto membro dell'Académie française. Partecipò, come laico, ai lavori del Concilio Vaticano II:
(Che cosa credo, 1971)
Fu il primo osservatore laico invitato a presenziare al Concilio indetto da papa Giovanni XXIII, che aveva conosciuto quando questi era nunzio apostolico a Parigi, negli anni dal 1944 al 1952, l'unico a partecipare fin dalla sessione iniziale. Guitton divenne amico di Giovanni Battista Montini, fu allievo e seguace del filosofo Henri Bergson. (di cui scrisse il libro La vocation de Bergson), avversato dal neo-tomista Jacques Maritain.
Appassionato di pittura lungo tutta la vita, negli ultimi anni si dedicò a quest'hobby in modo particolare. Ha affermato in proposito: "Scrivendo ci si serve delle parole già fatte, che sono al contempo una scala verso Dio, ma anche uno schermo. I colori invece mi rendono Dio immediatamente presente".

## Pensiero
Allievo di Léon Brunschvicg e di Henri Bergson, si laureò in filosofia e in lettere, esordendo nel 1933 con una tesi su Le Temps et l'Eternité chez Plotin et Saint Augustin, primo di una lunga serie di lavori filosofici appartenenti alla corrente del moderno spiritualismo cristiano.
Oltre alle ricerche sulla vita e le opere di Sant'Agostino, Pascal, Plotino, Leibniz, Bergson, Heidegger e altri, sono importanti i suoi studi su Gesù, sui Vangeli e sul cattolicesimo nel mondo moderno. Uno dei cardini del suo pensiero è quello della perfetta compatibilità tra fede e ragione.
Nei suoi scritti religiosi, Guitton, evidenziò la questione fondamentale di una fede totalizzante, che non riguardi solo l'intelligenza e la volontà, ma si estenda a tutto il nostro essere.
La filosofia, secondo Guitton, non deve escludere la presenza di Dio nel mondo e nello spirito, il senso del mistero, la realtà al di là delle apparenze e la ricerca del mistero ultimo.
Quindi, coerentemente, Guitton si occupò delle cause prime, come l'origine dell'uomo e del pensiero, sulle quali avanzò una proposta alternativa all'evoluzionismo. Il vero dramma per l'uomo, sostiene Guitton, è di non poter conoscere l'insieme della grande macchina dell'universo, visto che formiamo solo una piccola parte di esso. Quindi restano inevase le nostre risposte alle domande su chi siamo, cosa vogliamo, dove andiamo.
Punto focale della sua ricerca è la figura di Gesù e la questione della sua natura. Guitton indicò tre possibili vie, ma non soddisfacendolo né quella critica né quella mistica, resta aperta per lui solo quella della fede.

## Opere ed interventi
- Ritratto di una madre (1933)
- Tempo e l'eternità in Plotino e Sant'Agostino (1933)
- La Filosofia di Leibniz (1933)
- Notizie di S. Agostino (1935)
- Pensiero moderno e cattolicesimo (1934-1950)
- Prospettive (1934)
- Newman e Renan (1938)
- Pensiero del Signor Loisy (1936)
- Critica della critica (1937)
- Il problema della conoscenza e del pensiero religioso
- Il problema di Gesù e il fondamento della testimonianza cristiana (1946)
- Sviluppo di idee nel Vecchio Testamento (1947)
- Ritratto di Pouget (1941)
- Motivi per il tempo (1942)
- Fondamenti della comunità francese (1942)
- Gazzetta di prigionia 1942-1943 (1942-1943)
- Nuovo modo di pensare (1946)
- Il problema di Gesù (1946)
- L'esistenza di tempo (1949)
- La Vergine Maria (1949)
- Pascal e Leibniz (1951)
- Il lavoro intellettuale (1951)
- Gazzetta, gli studi e le riunioni (1959 e 1968)
- La Chiesa e il Vangelo (1959)
- La vocazione di Bergson (1960)
- Una madre nella valle (1961)
- Riflettori puntati sul Consiglio (1962)
- Ingegnere Pascal (1962)
- La Chiesa e dei laici (1963)
- Il Cristo dilacerato. Crisi e concili nella chiesa (traduzione di Camillo De Piaz), Milano, Il Saggiatore, 1964.
- Dialoghi con Paolo VI (1967)
- Sviluppo del pensiero occidentale (1968)
- Profili paralleli (1970)
  - Newman e Renan
  - Pascal e Leibniz
  - Teilhard e Bergson
  - Claudel e Heidegger
- Che cosa credo (1971)
- La medaglia miracolosa al di là della superstizione. La Vergine a rue du Bac (1973)
- Paolo VI e l'Anno Santo (1974)
- Scrittura come uno ricorda, Fayard (1974)
- Note e riflessioni sulla storia (1976)
- Vangelo e il mistero del tempo, Desclez de Brouwer (1977)
- Il Vangelo nella mia vita, Fayard (1978)
- Segreto Paolo VI (1980)
- Le Temps d'une vie, Retz / Centurion (1980)
- Sentenze, Gallimard (1981)
- Pagine bruciate, Albin Michel (1984)
- L'assurdo e il mistero, Desclée de Brouwer (1984)
- Ritratto di Marthe Robin, Grasset (1985)
- Il lavoro intellettuale, Aubier (1986)
- Ecumenismo (1986)
- Un secolo di vita (1988)
- L'amore umano (1989)
- Dio e la scienza (con Igor e Grichka BOGDANOFF, 1991)
- Ritratto di Padre Lagrange (1992)
- Il puro e l'impuro (1993)
- Poteri misteriosi della fede (1994) (con Jean-Jacques Antier)
- Coloro che hanno creduto e coloro che non credono (con Jacques Lanzmann, 1994)
- Il prossimo secolo (1996)
- Il mio testamento filosofico (1997)
- Ultima Verba (con Gérard Prévost, 1998)
- Il secolo che verrà (1999)
- Il libro della saggezza e delle virtù ritrovate (1999)

## Studi critici
- J. J. Antier, Jean Guitton. Pensatore e testimone, Edizioni Paoline, Milano 1999 (la più completa biografia del filosofo francese)
- F.Rizzi, "E Guitton disse: sono l'anti-Sartre", Avvenire, articolo commemorativo per il decennale della morte, 18 marzo 2009, pagina 31.